# Киряков, Илиян
Илиян Иванов Киряков (болг. Илиян Иванов Киряков; 4 августа 1967, Лесичери, Болгария) — болгарский футболист, универсальный защитник, одинаково хорошо игравший, как справа, так и слева. Наиболее известен по выступлениям за софийский ЦСКА и сборную Болгарии. Участник чемпионата мира 1994 и чемпионата Европы 1996.

## Клубная карьера
Киряков родился в небольшом болгарском селе Лесичери в 1967 году, с 12 лет занимался футболом в спортивном училище в городе Тырново. В своей стране он выступал за профессиональные клубы «Этыр» и софийский «ЦСКА», а также клуб региональной лиги «Академик» (Свиштов). В 1991 году с перспективным защитником подписывает контракт «Депортиво». В свой первый сезон, Кририяков становится твердым игроком основы, не сыграв лишь в трех матчах чемпионата Испании. Правда в том сезоне галисийцы, едва избегают вылета, занимая 17 место и сражаясь за право остаться в стыковых матчах.
В сезоне 1992—1993, Илиян приняв участие в трех матчах, получает травму, которая оставляет его без игры до конца сезона. По окончании, которого Киряков принимает приглашение от команды представляющей Сегунду, «Мериды». Забив 1 гол в 18 матчах, за новый клуб, после триумфального для Болгарии Чемпионат мира по футболу 1994 года, Илиян возвращается на родину, в столичный «ЦСКА». Правда уже через год, летом 1995, он отправляется на Кипр, выступать за «Анортосис», но и там Илиян не задерживается больше года. Следующие 5 лет защитник проводит в Шотландии. Сначала его подписывает «Абердин», где на протяжении трех сезонов, он является игроком основы и принимает участие в большинстве матчей команды. В сезоне 1999—2000, команда берет курс на омоложение состава и Киряков проигрывает конкуренцию, почти не появляясь на поле. Следующий год, Киряков проводит в клубах второго дивизиона чемпионата Шотландии. Не закрепившись не в одном из них, Илиян возвращается в Болгарию, в клуб региональной лиги «Академик Свиштов». В новом клубе, он больше является символом триумфа сборной в 1994 году, частью «золотой» команды, чем игроком основного состава. В конце сезона, ветерана зовет обратно родной клуб, за «Этыр», Киряков проводит ударный сезон, принимая участия в большинстве матчей чемпионата Болгарии, на некоторые, из которых, он выводит команду с капитанской повязкой.

## Карьера в сборной
В течение восьми лет выступлений за начиональную команду, Киряков принимает участие в 53 матчах и забив 5 мячей.
Пиком его карьеры, становится Чемпионат Мира 1994 года в США. Приезжал на турнир Илиян в качестве запасного игрока, но из-за травм основных футболистов, он очень быстро становится главным защитником сборной Болгарии, принимая участие в большинстве матчей команды. Свой последний матч Киряков играет против сборной Испании, на Чемпионате Европы 1996 года в Англии. Был капитаном молодёжной сборной на чемпионате мира 1987 года в Чили.

## Награды
- Орден «Стара-планина» I степени (20 июля 1994 года)[3].
- Почётный гражданин Софии.
- Почётный гражданин Велико-Тырново.